# Comisar european
Un comisar european este unul dintre cei 27 de membri ai Comisiei Europene. Fiecare dintre membrii comisiei deține un anumit portofoliu. Comisia este condusă de președintele Comisiei Europene. Comisarul este echivalent cu un ministru la nivel național. 

## Numire
Comisarii sunt nominalizați de statele membre ale Uniunii prin consultarea cu președintele Comisiei, care își creează propria echipă de comisari. Nominalizații sunt apoi audiați în fața Parlamentului European, ai cărui membri îi adresează întrebări și îi evaluează aptitudinile pentru poziția pentru care a fost nominalizat.